# کفر زیتا
کفر زیتا (به عربی: کفر زیتا) یک منطقهٔ مسکونی در سوریه است که در شهرستان محرده واقع شده‌است.

## خصوصیات
کفر زیتا ۱۷٬۰۵۲ نفر جمعیت دارد.